# Naïma Azough

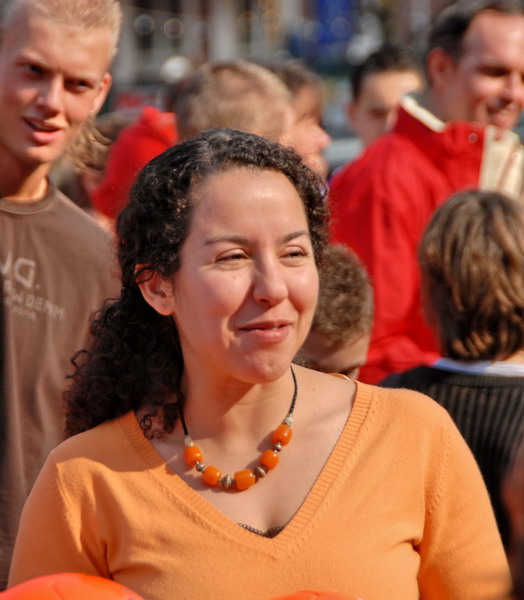
Naïma Azough (2007)

Naïma Azough (* 1. April 1972 in Asdif, Marokko) ist eine niederländische Politikerin marokkanischer Abstammung; vom 16. März 2004 bis zum 17. Juni 2010 war sie Mitglied der Zweiten Kammer in der Fraktion der Partei GroenLinks.

## Lebenslauf
Azough stammt ursprünglich aus Marokko und kam durch Familienzusammenführung im Alter von drei Jahren in die Niederlande. Die Tochter eines Metallarbeiters wuchs in Rotterdam-Zuid auf. Sie studierte Englisch und Deutsch an der Universität Antwerpen; während ihrer Studienzeit in Antwerpen war Azough aktiv im Ausschuss gegen die belgische rechtsgerichtete Partei Vlaams Blok (Flämischer Block). Anschließend studierte sie Internationale Beziehungen an der Universität von Amsterdam, jedoch durchlief sie das Studium nicht vollständig.
Sie arbeitete freiberuflich als Programmiererin, unter anderem am politisch-kulturellen Zentrum De Balie sowie am Königlichen Tropeninstitut in Amsterdam. Sie arbeitete auch als Redakteurin für die Sendung Meeting Point des ehemaligen muslimischen Rundfunksenders Nederlandse Moslim Omroep, als Redakteurin beim Radioprogramm De Andere Wereld auf IKON (Interkerkelijke Omroep Nederland) und als Mitglied des GroenLinks-Magazins. Im Jahr 1999 veröffentlichte die aufstrebende Politikerin zwei Bücher: „Het patatpantheon: de groepscultuur van een nieuwe generatie“ (als Redakteurin) und „Marokkanen, landgenoten: drie generaties Marokkanen in Nederland“. Dann arbeitete sie als Mitarbeiterin für das Projekt „Rotterdam - Kulturhauptstadt Europas 2001“.
Azough ist Muslimin und versteht sich außerdem als liberal und feministisch. Sie war Direktorin des Frauenentwicklungsfonds Mama Cash und des Prinz-Bernhard-Kulturfonds (Prins Bernhard Cultuurfonds).